# Staw Słupicki Duży
Staw Słupicki Duży (także: Staw Słupicki Stary) – staw rybny w gminie Milicz, położony w obrębie rezerwatu przyrody Stawy Milickie (zachodnia część kompleksu Stawno), pomiędzy Sławoszowicami a Rudą Milicką.

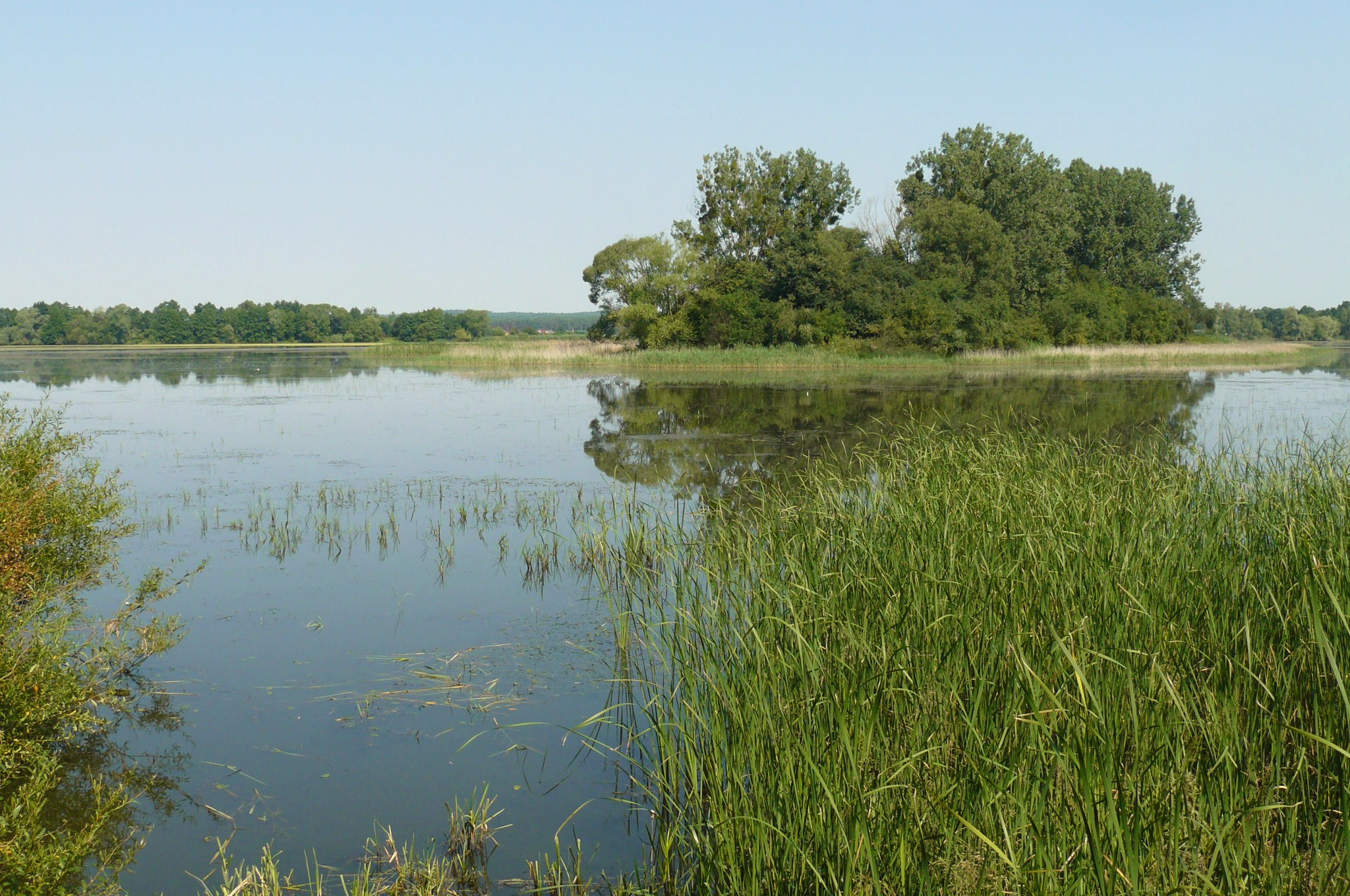
Widok ogólny

Staw (jeden ze starszych akwenów kompleksu Stawno) o narysie trójkątnym ma powierzchnię 47 ha. Zaznaczany jest już na mapach z XVIII wieku. Na lęgową faunę ptaków akwenu składa się większość podstawowych gatunków stawowych z terenu doliny Baryczy: gęsi gęgawy, krzyżówki, krakwy, czernice, głowienki długodziobe, podgorzałki zwyczajne, perkozy dwuczube, rdzawoszyje i perkozki, łyski, kokoszki i wodniki zwyczajne. Jako przelotne zobaczyć tu można: nurogęsi, czaple białe i bociany czarne (przy niskich stanach wód). Spotkać można także siewkowe (m.in. bekasy kszyki i brodźce śniade). Do najciekawszych gatunków zaobserwowanych na tym stawie należą uhla oraz siwerniak.
Południowym skrajem zbiornika przebiega droga gminna z Milicza do Rudy Milickiej, przy której, nad stawem, wybudowano drewnianą czatownię Pod rdzawoszyim do obserwacji ptaków. Przy południowym brzegu i nad kanałem zasilającym latem, oprócz turzyc, pojawia się strzałka wodna. Rosną tu też manna mielec i pałka wąskolistna. Obok czatowni przebiega też ścieżka dydaktyczna dla miłośników ptaków. W lesie na południe od stawu rosną pomnikowe dęby. Staw, przez groblę, sąsiaduje ze Stawem Słupickim Małym (Nowym).